# 9th Street Art Exhibition
Die 9th Street Art Exhibition, auch 9th St. Show oder Ninth Street Show genannt, war eine Kunstausstellung, die vom 21. Mai bis zum 10. Juni 1951 in einem abbruchreifen Geschäftsgebäude in der 9th Street in New York stattfand. Die Ausstellung zeigte die neue amerikanische Kunst des 20. Jahrhunderts, versammelte zahlreiche namhafte Künstler und markierte den Start der New Yorker Avantgarde der Nachkriegszeit, die in der Folgezeit als New York School bekannt wurde. Bekannte Teilnehmer waren unter anderem die Abstrakten Expressionisten Willem de Kooning, Robert Motherwell, Jackson Pollock und Hans Hofmann.

## Hintergrund
Die Ateliers der meisten Künstler befanden sich gegen Ende der 1940er Jahre im Gebiet der 8th und 12th Street zwischen der First und der Avenue of the Americas (Sixth Avenue). Die Künstler wurden allgemeinhin als „Downtown Group“ bezeichnet. 1949 gründete die Downtown Group den „Artist’s Club“ in der 39 East 8th Street. Mit wenigen Ausnahmen waren die Mitglieder durchweg Kriegsveteranen und professionelle Künstler im Durchschnittsalter von 40 Jahren. In dem Club fanden wöchentliche Treffen statt. Da sich die Künstler von der Kunstkritik der Nachkriegszeit zu wenig beachtet fühlten, entstand die Idee, eine umfangreiche Werkschau zu organisieren. Die Ausstellung sollte in einem abbruchreifen Gebäude in der 60 East 9th Street stattfinden, und so einigte sich die Gruppe auf den Titel „Ninth Street Show“. Das Ausstellungsplakat, das die Namen sämtlicher Beteiligten zeigt, wurde von Franz Kline gestaltet. Der aufstrebende Kunsthändler Leo Castelli beteiligte sich an der Ausstellung.

## Künstler der Ausstellung
| - Alfred L. Copley (1910–1992) - Rene Robert Bouche (1906–1963) - Theodore Brenson (1893–1959) - James Brooks (1906–1992) - Peter Busa (1914–1985) - Giorgio Cavallon (1904–1989) - Nicolas Carone (* 1917) - Elaine de Kooning (1918–1989) - Willem de Kooning (1904–1997) - Robert De Niro, Sr. (1922–1993) - Enrico Donati (1909–2008) - Friedel Dzubas (1915–1994) - Jimmy Ernst (1920–1984) - Herbert Ferber (1906–1991) - John Ferren (1905–1970) - Perle Fine (1908–1988) - Helen Frankenthaler (1928–2011) - Michael Goldberg (1924–2007) - Robert Goodnough (1917–2010) - Clement Greenberg (1909–1994) - Peter Grippe (1912–2002) | - Philip Guston (1913–1980) - Grace Hartigan (1922–2008) - Hans Hofmann (1880–1966) - Harry Jackson (* 1924) - Hugh Kappel (1910–1982) - Earl Kerkam (1891–1965) - Franz Kline (1910–1962) - Gitou Knoop (1909–1985) - Albert Kotin (1907–1980) - Lee Krasner (1908–1984) - Alfred Leslie (1927–2023) - Richard Lippold (1915–2002) - Seymour Lipton (1903–1986) - Conrad Marca-Relli (1913–2000) - Boris Margo (1902–1995) - George McNeil (1908–1995) - Joan Mitchell (1925–1992) - Robert Motherwell (1915–1991) - Costantino Nivola (1911–1988) - Jackson Pollock (1912–1956) - Fairfield Porter (1907–1975) | - Richard Pousette-Dart (1916–1992) - Melville Price (1920–1970) - Ad Reinhardt (1913–1967) - Milton Resnick (1917–2004) - Robert Richenburg (1917–2006) - James Rosati (1912–1988) - Anne Ryan (1889–1954) - Joop Sanders (* 1921) - Louis Schanker (1903–1981) - Day Schnabel (1905–1991) - Sonia Sekula (1918–1963) - Aaron Siskind (1903–1991) - David Smith (1906–1965) - Theodoros Stamos (1922–1997) - Joe Stefanelli (1921–) - John Stephan (1906–1994) - Jean Steubing - Bradley Walker Tomlin (1899–1953) - Jack Tworkov (1900–1982) - Esteban Vicente (1903–2001) |

## Bedeutung und Nachwirkungen
Der Kunsthistoriker Bruce Altshuler schrieb: „Die Künstler feierten in der 9th Street nicht nur das Erscheinen der Kunsthändler, -sammler und Museumsleute und die Ausstellung ihrer Arbeiten, sondern auch die Gründung und die Stärke einer lebenden Gemeinschaft von signifikanter Größe.“
Trotz des öffentlichen Interesses an der Ausstellung zeigte sich die Kunstkritik zunächst relativ unberührt von der Schau und es gab nur wenige Galeristen, die die Werke der New York School ausstellten. Die New Yorker Stable Gallery zeigte als Hommage an die legendäre Ninth Street Show im jährlichen Turnus von 1953 bis 1957 Werke namhafter Abstrakter Expressionisten. Diese Ausstellungen wurden in der New Yorker Kunstwelt als „Stable Annual“ bekannt. Zum zweiten Stable Annual schrieb der Kunstkritiker Clement Greenberg:

„Diese Ausstellung wurde konzipiert und organisiert von Künstlern; das ihr vorhergehende Ereignis war die berühmte Ninth Street Show, die im Frühjahr 1951 im Erdgeschoss eines leerstehenden Geschäftshauses stattfand. Wie diese wurde die Ausstellung organisiert und ihre Teilnehmer wurden von den Künstlern selbst benannt und eingeladen und eine Spannbreite der lebendigsten Tendenzen im Mainstream fortgeschrittener Malerei und Skulpturen wurden präsentiert. Ich denke nicht, dass der Nachhall dieser Schau abgeklungen ist.“

Der Fotograf Aaron Siskind, ein Vertreter der abstrakt-expressionistischen Fotografie und selbst Mitglied der New York School, fertigte zahlreiche Fotografien von der Schau. Er war zugleich auch der einzige Fotograf, der an der Ausstellung beteiligt war.